# Marie Vítková
Marie Vítková (17. prosince 1865 Náchod – ??) byla česká pedagožka, odborná spisovatelka a redaktorka.

## Životopis
Rodiče Marie byli Arnošt Vítek (1835/1836) tajemník na okresním zastupitelství v Náchodě a Marie Vítková-Řezníčková (1845/1846), svatbu měli 22. srpna 1865. Marie měla šest sourozenců, byli to: Jan Vítek (6. 8. 1867), Hedvika Vítková (20. 9. 1868), Arnošt Vítek (6. 6. 1870), JUDr. Otto Vítek (8. 2. 1873), Františka Vítková (14. 6. 1877) a JUDr. Jaroslav Vítek (30. 10. 1879).
Marie Vítková byla učitelkou domácích nauk, autorkou učebnic, redaktorkou Časopisu učitelek (1903–1908), jako redaktorka spolupracovala v Pedagogických rozhledech a v časopisu Komenský. Z katolické církve vystoupila 13. 10. 1920. Žila v Praze VII 839, na adrese V Zátiší 16.

## Dílo

### Spisy
- Dítě, jeho vývoj tělesný a duševní a výchova v rodině – pro rodiče a přátele dítek. Praha: Ústřední nakladatelství a knihkupectví učitelstva čsl., 1923
- Doma. Díl první, Učebnice domácích nauk pro žákyně 6. a 7. škol. roku – Praha: Státní nakladatelství, 1925
- Doma. Díl druhý, Učebnice domácích nauk pro žákyně 8. školního roku a pro žákyně jednoročních učebných kursů, připojených ke školám občanským – Praha: Státní nakladatelství, 1925
- Doma: učebnice domácích nauk pro 1. tř. školy měšťanské. Díl 1. – Praha: Státní nakladatelství, 1926
- Doma: učebnice domácích nauk pro 2. tř. školy měšťanské. Díl 2. – Praha: Státní nakladatelství, 1926
- Doma: učebnice domácích nauk pro III. třídu měšťanské školy. Díl 3. Praha: Státní nakladatelství, 1927
- Doma: učebnice domácích nauk pro jednoroční učebné kursy (IV. tř.) při školách měšťanských. Díl 4. – Praha: Státní nakladatelství, 1927
- Domácí nauky: příručka pro učitelky domácích nauk – Praha: Státní nakladatelství, 1929
- Kapitoly z domácí výchovy, zvláště dívčí – Praha: Státní nakladatelství, 1929

### Jiné
- Masaryk a ženy: Sborník k 80. narozeninám prvního presidenta republiky Československé – ... Marie Vítková: Masarykův vliv na generaci let devadesátých ,,, Praha: Ženská národní rada, 1930
- Výzkum vyučování dívčích ručních prací a domácích nauk na škole národní: Přednášky a práce vykonané v semináři moravských učitelek domácích nauk, vedeném redaktorkou Marií Vítkovou, ve školním v roce 1932–1933 – Brno: Zemský spolek učitelek domácích nauk v zemi Moravskoslezské, 1933